# Kaakka
Kaakka är en kulle i Finland. Den ligger i Vemo i landskapet Egentliga Finland, i den sydvästra delen av landet, 190 km väster om huvudstaden Helsingfors. Toppen på Kaakka är 18 meter över havet.
Terrängen runt Kaakka är mycket platt. Runt Kaakka är det glesbefolkat, med 12 invånare per kvadratkilometer. Närmaste större samhälle är Nystad, 11,7 km nordväst om Kaakka. I omgivningarna runt Kaakka växer i huvudsak barrskog.